# Taufbecken Rieux (Oise)

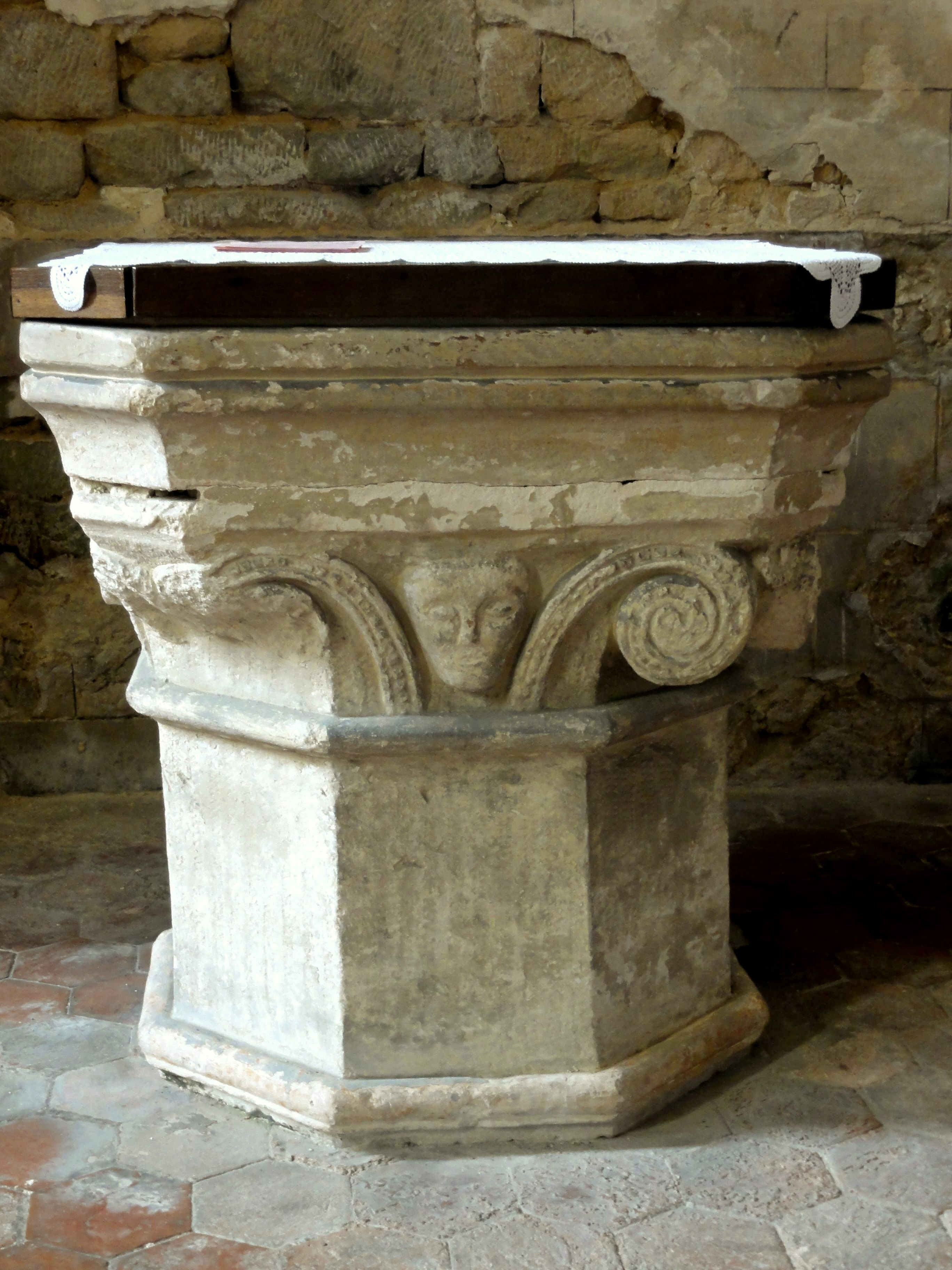
Taufbecken in Rieux

Das Taufbecken in der katholischen Pfarrkirche St-Denis in Rieux, einer französischen Gemeinde im Département Oise in der Region Hauts-de-France, wurde im 12. Jahrhundert geschaffen. 
Im Jahr 1912 wurde das romanische Taufbecken als Monument historique in die Liste der geschützten Objekte (Base Palissy) in Frankreich aufgenommen.
Das achteckige Taufbecken aus Kalkstein, das circa einen Meter hoch ist, steht auf einem achteckigen Sockel, der unten und oben profiliert ist. Das Becken ist ringsum mit Voluten geschmückt, zwischen denen der Kopf eines Menschen und Blütenreliefs zu sehen sind.